# みのもんたのよるバズ!
『みのもんたのよるバズ!』は、インターネットテレビ局AbemaTV内ニュースチャンネルAbemaNewsにて、2016年4月23日から2019年6月29日まで生配信されていた報道番組である。

## 概要
AbemaTV開局の目玉として、当該番組のMCに『みのもんたの朝ズバッ!』と『みのもんたのサタデーずばッと』（TBSテレビ）で司会を務めたみのもんたを起用した冠番組である。
みのが報道番組に登板されるのは、次男の窃盗未遂逮捕容疑で2013年11月に降板して以来およそ2年半振りである。AbemaTVを運営しているサイバーエージェントがメインターゲットにしている、10代、20代、30代の若年層に関する社会問題を提起して発信する報道番組で、“みのもんたが若者を本気で応援する”コンセプトに、ネット上で注目される意の「バズる」に由来し、みのに“ニュース・ボス”としてバズって欲しい期待を含めた番組タイトルを命名した。
AbemaNewsのメインスタジオとして立ち上げた、テレビ朝日本社敷地内の多目的スペース「umu（ウム）」をリニューアルした「EXけやき坂スタジオ」のこけら落とし番組として、2016年4月23日配信開始。番組配信時のアクセス数は10万アクセス位だと紹介している。
但し、当該番組に限っては、2016年11月以降、特定ゲストをブッキングする様になって以降、視聴者層が本来AbemaTVが想定している、10代から30代では無く、壮年層以上の年齢層が多く視聴している事を、AbemaTVの社長である藤田晋が2017年9月9日にEXシアター六本木にて開催された、民間放送教育協会 北海道・東北・関東・甲信越地区研究協議会にて、明かしている。
しかし、2019年5月末に週刊誌報道にて、当該番組の打ち切りが報じられ、番組側からの事前告知も無く、同年6月29日の番組内の小彩の似顔絵コーナーで番組終了の告知を行った。但し、レギュラー放送としての終了であり、選挙特番等の特番での復活を下平が改めて説明した。
生配信中には、視聴者から意見をTwitterにてハッシュタグ「#よるバズ」で募って、番組中に液晶画面にて紹介している。紹介された視聴者には、ノベルティ品をプレゼントしており、また、2017年から前述のEXけやき坂スタジオにて観覧している視聴者にも同様のノベルティ品をプレゼントしている。

## 出演者

### MC
- みのもんた
- 下平さやか（テレビ朝日アナウンサー）
  - 大木優紀（テレビ朝日アナウンサー）- 2018年9月1日※下平夏季休暇取得時の代理

### コメンテーター
2018年6月2日時点
基本的に毎週配信毎に3名程の女性コメンテーターが出演している

#### 過去
2017年4月以降の出演者
- たかまつなな（お笑いタレント） - 2016年7月3日 - 2017年4月1日
- 七尾藍佳（ジャーナリスト、元Bloomberg東京支局記者） - 2016年11月 - 2017年10月28日 [注 5]
- 吉木誉絵（コラムニスト） - 2016年10月 - 2018年4月7日[注 6]
- 脊山麻理子（フリーアナウンサー、元日本テレビアナウンサー） - 2017年4月1日
- 有本香（ジャーナリスト） - 2017年7月29日、8月5日、2018年3月31日、10月27日
- 細川珠生（ジャーナリスト、政治評論家） - 2017年5月6日、7月2日、7月29日[注 7]
- 中村彩（自民党都連都政対策副委員長、元東京都議会議員候補) - 2017年9月2日、9月30日、11月4日、11月25日
- 山口真由（弁護士、元財務省官僚）
- 萩谷麻衣子（弁護士）
- REINA[注 8]（お笑いタレント、元セクシーチョコレート）
- 友利新（医師）
- 塩村文夏（元みんなの党東京都議会議員、放送作家）
- 猿田佐世（弁護士、ロビイスト、新外交イニシアティブ事務局長） - 2018年5月26日 - 6月8日
- 倉田真由美（漫画家）
- 三輪記子（弁護士） - 2018年7月28日 -
- 桜雪→橋本侑樹（元タレント、仮面女子、渋谷区議会議員） - 2016年10月 -
- 金子恵美（元自由民主党衆議院議員、新潟県議会議員、新潟市議会議員）
- 木村好珠（タレント、精神科医、元レースクイーン） - 2018年6月2日 -
- トラウデン直美（モデル） - 2018年8月4日 -
- 堀口ミイナ（タレント） - 2018年11月3日 -
- フィフィ（タレント） - 2018年11月23日 -

2017年3月末迄の出演者
- 宮澤佐江（元AKB48）
- 梅田彩佳（元NMB48、AKB48）
- 鈴木涼美（作家）
- 馬渕知子（医師、マブチメディカルクリニック院長）
- 小島慶子（タレント、元TBSアナウンサー）
- 立花あんな（仮面女子）
- 椎木里佳（学生実業家）
- 佐藤みのり（弁護士）
- 浜田敬子（当時：朝日新聞総合プロデュース室プロデューサー、元AERA編集長）
- 塚越友子（心理カウンセラー）
- 清水国明（タレント）

### 専門家
- 国政（自由民主党）：二階俊博、稲田朋美、石破茂、中谷元、山本朋広、平沢勝栄、松本文明、柴山昌彦、武見敬三、佐藤正久、片山さつき、太田房江、松川るい、杉田水脈、高村正大
- 国政（立憲民主党）：福山哲郎、長妻昭、逢坂誠二、山尾志桜里、杉尾秀哉、牧山弘恵、亀井亜紀子、早稲田夕季、武内則男
- 国政（国民民主党）：大塚耕平、山井和則、泉健太、渡辺周、後藤祐一、関健一郎、森裕子
- 国政（日本維新の会）：足立康史、渡辺喜美、石井苗子
- 国政（希望の党）：松沢成文
- 国政（日本共産党）：小池晃、山下芳生、田村智子
- 国政（社会民主党）：福島瑞穂
- 国政（無所属）：伊波洋一
- 東京都政：川松真一朗、尾崎あや子（日本共産党）、曽根はじめ（日本共産党）、本橋弘隆（元豊島区議）、伊藤悠（都民ファーストの会）、猪瀬直樹、音喜多駿、若狭勝、東国原英夫、橋本淳司（水ジャーナリスト）、波間昭司（法政大学ボート部ヘッドコーチ）、生田與克、中澤誠(東京都中央市場労働組合執行委員長)、森山高至、渡部惠子（中央区議会議員、仲買業者手伝い）横田一
- 政局：有馬晴海、伊藤惇夫、角谷浩一、鈴木哲夫、細川珠生、安積明子、山田厚史、鈴木琢磨、岩渕美克※政治資金、小林良彰※政治資金
- 安全保障：青山繁晴[注 9]、山口敬之[注 10]、森本敏
- 軍事：桜林美佐、伊藤俊幸（元海上自衛隊海将、金沢工業大学K.I.T.虎ノ門大学院 教授）、香田洋二、福江広明（元航空自衛隊空将）、黒井文太郎、田岡俊次
- 皇室：竹田恒泰、小林よしのり、高森明勅
- 社会：片山善博、田中康夫、門田隆将、小川榮太郎、松浦大悟、橋本淳司（水ジャーナリスト）、明石純一、青木理、江川紹子、高島章、菅野完、木村真（豊中市議会議員）[注 11]、山地徹、田野重徳（行政書士、元千葉県警刑事課長）、畑山純（危機管理アカウント マネージャー）、貴闘力、中島隆信、上林陽治（地方自治総合研究所研究員）、高濱良次（元厚生労働省麻薬取締官）、東野昭彦（耕せにっぽん 代表）、岡田尚（弁護士）、柳谷和美（おやこひろば桜梅桃李 代表・カウンセラー）、今野晴貴、吉川祐二、松原隆一郎、井川意高
- 教育：尾木直樹、寺脇研
- 経済：高橋洋一、栗田朗（博報堂IR担当部長）、井上久男、森永卓郎、石川和男、三上洋、中島隆信
- 沖縄：伊波洋一[注 12]、許田正儀（辺野古商工・社交業組合 会長、ファミリーストアー キヨタ店主）、まーちゃん（お笑い米軍基地）、阿部岳（沖縄タイムス 北部支社報道部長）[注 13]、出口真紀子（上智大学 英語学科准教授）
- アメリカ：春名幹男、小西克哉、ケビン・クローン、中林美恵子、海野素央（明治大学政治経済学部 教授）、川上高司、堀田佳男、湯浅卓、ケント・ギルバート、山田敏弘、厚切りジェイソン、野沢直子[注 14]
- 韓国：武藤正敏、洪熒（元駐日韓国大使館公使）、崔吉城、朴一、金慶珠、金惠京
- 北朝鮮：辺真一、武貞秀士
- 中国：富坂聰、福島香織、周来友、近藤大介
- ロシア：鈴木宗男、中村逸郎、孫崎享
- 中東：水口章
- 情報技術：部谷直亮（ガバナンスアーキテクト機構上席研究員）
- 法律：郷原信郎
- 気象：遠田晋次（東北大学 災害理学研究所教授）※地震
- スポーツ：髙野元秀（大阪学院大学アメリカンフットボール部 総監督）、生沢浩（ジャパンタイムズ記者）、二宮清純、岩本輝雄、JOY、長田渚左、小林信也、鶴木良夫（新潟県ボクシング連盟理事長、新潟県立新潟南高等学校ボクシング部監督）
- 芸能：富澤一誠

### ニュース担当
2017年4月以降は雛壇には着席せずに1人だけニュースブースに待機し、ニュース読上げのみに変更された。下記のいずれか1名が出演。
- 小尾渚沙（フリーアナウンサー、元山陽放送、文化放送アナウンサー）- 2018年4月14日 -
- 柴田紗帆（フリーアナウンサー、元とちぎテレビアナウンサー）- 2017年12月16日 -

### 似顔絵
番組の前半と後半にニュースのテーマとなる世界の首脳等の似顔絵を紹介。後半の作品は生配信中、セット上手の立ち机で作画している為トークには参加しない
- 小彩楓（似顔絵クラブホステス、イラストレーター）[注 16]

## コーナー
2017年4月時点でコーナーは消滅
「助けて みのさん 解決トークバトル!」が元である、「激論!バズトーク」（鼎談）メインで番組が構成。但し、メインゲストをブッキングした際には、全編若しくは後半のみサロントーク形式の対談となる。また、2016年8月6日配信分では、みのが沖縄県那覇市へロケに出向き、トークバトルの取材に出向いた

### 過去のコーナー
- 直近24H - 24時間以内に入ってきたニュースを解説する。
- みんなが編集長 バズSelect - 事前にWEB上で“編集会議”を実施し、その中で視聴者が関心のあるニュース項目が決定される
- Nボス特権 - みのの独断で選ばれたニュースを解説する
- 最新WEB情報 - 各種ニュースサイトで取材されたニュースを紹介する
- 助けて みのさん 解決トークバトル! - 若者世代の貧困やブラック就労等といった社会問題について、当事者や専門家をゲストに招いてコメンテーターも交えつつ議論する
- 解決駆け込み寺 - 2016年8月から開始したコーナーで、若者の悩みを解決すべく、みのと公益社団法人日本駆け込み寺代表の玄秀盛が悩み相談を受けるコーナー
- 宮澤佐江の今週のバズったCHAN - 2016年11月からスタートした、宮沢と梅田のコーナーで、2人が各週でiPadを組合わせたフリップボードに表示される、その週に報じられたネットニュースをプレゼンする
- ニュースもうイッポン! - 最新ニュースの続報を1本だけ伝える。

## テーマ曲
2016年11月以降は、バンドから募集を行い月替わりで起用を行っていたが、2017年11月分で募集を中止し、テーマ曲のタイアップを中止した
- 植田真梨恵「ふれたら消えてしまう」[13]2016年4月23日 -
- フィルフリーク「暫定彼女」2016年12月3、10日
- いろは「もしも願いが叶うなら」2016年12月17、24日
- はなざわりずむ「音楽」2017年1月7、14日
- Nomad（ノマド）「ラストシーン」2017年1月21日、28日
- Kanon Projekt（カノンプロジェクト）「Hugしてほしいよ」2017年2月4、11日
- キノシタユイ「ヒーロー」2017年2月18、25日
- はなおと「笑えばいいべ～東北祭りバージョン～」2017年3月4、11日
- THEワレンキャ「カメツニシタチ」2017年3月18、25日
- Ori-ska「My Friendo」2017年4月1、8日
- 大城謙「清ら花」2017年4月15、22、29日[14]
- MIRACARAVAN「笑えばいいと思うよ」2017年5月
- Nomad「Journey」2017年6月
- 築秋雄「ロスト・ジェネレーション（立ち上がれ！）」2017年7月
- ふたば「アイコトバ」2017年8月
- フィルフリーク「ひかりをみて」2017年9月
- ひなたぼっこ「お散歩シンキング」2017年10月
- 田所けんすけ「スノーマジック」2017年11月

## 特別番組
番組配信以後、国政選挙及び首長選挙が行われたため、選挙特番を編成して生配信している。2016年7月10日にAbemaNewsで初めての選挙特番として、『みのもんたの選挙でよるバズ!』を配信。いずれもこの場合、特別に日曜日に生配信を行うために配信枠入替えとなり、通常配信回の土曜日は休止となる。
- みのもんたの選挙でよるバズ!（参議院選挙開票）

2016年7月10日 20:00 - 23:00
コメンテーター：梅田彩佳、椎木里佳、吉木誉絵、たかまつなな、内山奈月（元AKB48）、鈴木涼美、小林興起（元衆議院議員） 中継：殆ど女性議員ばかり選挙事務所からの中継出演※同日行われていた、2016年鹿児島県知事選挙に出馬していた元テレビ朝日解説委員の三反園訓も中継出演
- 都知事選スペシャル

2016年7月31日 20:00 - 22:00
コメンテーター：梅田彩佳、倉田真由美、たかまつなな、猪瀬直樹(作家、元東京都知事)、北川正恭(元衆議院議員、元三重県知事)、田嶋陽子(女性学研究家、元参議院議員、シャンソン歌手)、有馬晴海（政治評論家）他
- 都議選スペシャル

2017年7月2日 20:00 - 23:00
コメンテーター：吉木誉絵、桜雪、たかまつなな、平沢勝栄、東国原英夫、細川珠生（ジャーナリスト）、角谷浩一（ジャーナリスト）
- 衆議院選開票スペシャル

2017年10月22日 20:00 - 23:00
コメンテーター：吉木誉絵、七尾藍佳、東国原英夫、北川正恭、細川隆三（テレビ朝日 報道局政治部デスク）、細川珠生
開票速報キャスター：本間智恵（テレビ朝日アナウンサー）
中継リポーター：楪望

## スタッフ

### 現在
2018年4月7日時点
- ナレーション：石黒千尋、狭川尚紀
- 構成：藤澤朋幸、石津聡
- 技術チーフ：吉田純也
- TM：大槻和也
- TD：石井豪
- CAM：星和宏
- MIX：寺田恭子
- VE：鬼頭知佐
- 照明：重藤隆志
- CG：村沢ちひろ
- デザイン：横井勝、小林宏嗣
- 美術：高野安嗣、小谷知輝
- 美術進行：渡邊眞太郎
- スタイリスト：中原正登、川口朋子
- ヘアメイク：川口かつら、梅沢優子
- TK：小島容子
- キャスティング：森雅史
- 協力：テレビ朝日ミュージック
- 技術協力：テイクシステムズ、FLEX、TSP
- AP：西山亜貴子
- アシスタントディレクター：中村威久馬、朱倩慧、森田通加、小林美玖
- ディレクター：竹石康晴、斉藤敬、清水英則
- チーフディレクター：鳥海誠(ViViA)
- プロデューサー：佐々木豊(ViViA)
- チーフプロデューサー、演出：原一郎（テレビ朝日）[17]
- 制作協力：テレビ朝日映像[注 17]

### 過去のスタッフ
- TD：外川真一
- CAM：吉田千明
- MIX：松江宏枝
- VE：東那美
- 美術：近藤千春
- TK：長谷川菜花
- 制作補佐：菅野真弓、木村碧
- アシスタントディレクター：大久保滉一郎、石川誠志、赤嶺永茉、森下遊、横山純子
- ディレクター：儀武良公斗、小林健、安納隆仁、石原文男、松田導泰、金子千恵美
- チーフディレクター：後藤淳、中村稔
- プロデューサー：矢田部壮、濱本幸治（JCTV）
- 制作協力：JCTV